# タキシード (2002年の映画)
『タキシード』（原題：The Tuxedo）は、2002年のアメリカ映画。ジャッキー・チェン主演のアクション映画である。

## 概要
アメリカでは、2002年9月27日に劇場公開され、週末興行成績で初登場2位となった。香港でも同日公開されたが、香港ではジャッキー主演ハリウッド映画はいずれも不入りで、本作や『シャンハイ・ナイト』『メダリオン』などはジャッキーがスターになって以来最低レベルの興行成績に甘んじる結果となった。日本では、2003年3月15日に日比谷映画系列で公開され、週末興行成績（全国9大都市集計）は初登場7位となった。

## ストーリー
腕前を買われて大富豪の運転手となったジミーだが、同時に部屋にあるタキシードには決して触れぬよう忠告されていた。
しかしある日、事故で怪我をした主人のいない隙にタキシードを着てしまいトラブルに巻き込まれてしまう。

## キャスト・登場人物
| 役名                     | 俳優                               | 日本語吹替     |
| ------------------------ | ---------------------------------- | -------------- |
| ジミー・トン             | ジャッキー・チェン                 | 石丸博也       |
| デル・ブレイン           | ジェニファー・ラブ・ヒューイット   | 石塚理恵       |
| クラーク・デブリン       | ジェイソン・アイザックス           | 森田順平       |
| スティーナ               | デビ・メイザー                     | 本田貴子       |
| ディートリッヒ・バニング | リッチー・コスター                 | 青山穣         |
| シムズ博士               | ピーター・ストーメア               | 岩崎ひろし     |
| チャーマーズ             | ボブ・バラバン                     | 円谷文彦       |
| シェリル                 | ミア・コテット                     | 雨蘭咲木子     |
| エルス                   | ジョディー・ラシコット             | 廣田行生       |
| ミッチ                   | ロマニー・マルコ                   | 落合弘治       |
| ジェニファー             | セシル・クリストーバル             | 深見梨加       |
| ジョエル                 | クリスチャン・ポテンザ             | うすいたかやす |
| ロジャース               | ダニエル・カッシュ                 | 谷昌樹         |
| ウォレス                 | スコット・ウィックウェア           | 斉藤志郎       |
| ドアマン                 | ウィリアム・リン                   | 宮田光         |
| ランディーン             | ポール・ベイツ                     | 北沢洋         |
| ドロン                   | クレイグ・エルドリッジ             | 城山堅         |
| ランダル                 | カレン・グレーブ                   | 遠藤純一       |
| ゲイブ                   | スコット・ヤフェ                   | 村治学         |
| 本人役                   | ジェームス・ブラウン（カメオ出演） | 宝亀克寿       |

ジミー・トン
大富豪のお抱え運転手。
デル・ブレイン
新米諜報員。
クラーク・デブリン
表向きには大富豪だが正体は秘密組織CSAの伝説的エージェント。
スティーナ
デブリンの部下。ジミーをスカウトした張本人。
ディートリッヒ・バニング
バニング社の社長。
シムズ博士
バニンギに雇われている博士。

## スタッフ
- 監督：ケヴィン・ドノヴァン
- 脚本：マイケル・J・ウィルソン/マイケル・リーソン
- 製作総指揮：ウォルター・F・バークス/ローリー・マクドナルド
- 製作：アダム・シュローダー/ジョン・H・ウィリアムス
  - 日本語版制作スタッフ：スタジオ：ACスタジオ、演出：中野洋志、翻訳者：税田春介[3]